# HMS Nile (1839)
HMS Nile — 92-пушечный линейный корабль второго ранга. Второй корабль Королевского флота, названный в честь победы англичан в Битве у Нила. Принадлежал к типу Rodney сэра Роберта Сеппингса. Спущен на воду 28 июня 1839 на королевской верфи в Плимуте.
В 1854 переоборудован в винтовой. В 1876 переоборудован в учебный корабль и переименован в HMS Conway. Сгорел в 1956 году.

## Однотипные корабли
- HMS Rodney
- HMS London